# Dave Simons
Pour les articles homonymes, voir Simons.
Dave Simons (né le 20 décembre 1954 et mort le 9 juin 2009) est un dessinateur américain de comics connu pour ses travaux sur Conan, Ghost Rider, Red Sonja et Spider-Man pour Marvel Comics et Forgotten Realms pour DC Comics.

## Biographie

### Débuts
Dave Simons naît le 20 décembre 1954 et grandit à Middletown dans l'état de New York. Après avoir fait partie des gardes-côtes, il décide de changer de voie et de se consacrer à ce qu'il a toujours voulu faire, dessiner. Il suit des cours sous la direction de John Buscema et c'est durant ces cours qu'il se lie avec Ken Landgraf et Armando Gil. Grâce à Landgraf, Simmons fait publier ses premiers travaux qui sont des illustrations publicitaires et un comic book érotique.

### Marvel Comics
Lors d'une convention à la fin des années 1970, Simmons rencontre le responsable éditorial Rick Marschall responsable de la collection Curtis Magazines publiée par Marvel. Marschall lui propose d'encrer le premier numéro du magazine Howard the Duck. Cela l'amène à encrer un épisode du faucon aidé d'Armando Gil sur des crayonnés de Sal Buscema. Dès lors il travaille régulièrement pour Marvel comme dessinateur ou encreur. Son travail soigné fait que dans les années 1980 il est demandé comme encreur par de nombreux artistes comme Keith Pollard, Ron Wilson, Frank Miller, John Buscema, Marc Silvestri, Greg LaRocque, John Romita Jr. et Ed Hannigan et on retrouve son nom sur de nombreuses séries comme Thor, Marvel Premiere, Night Thrasher, Iron Man, King Conan, Docteur Strange, Star Wars, Star Trek, Cosmocats, etc.
En tant que dessinateur il signe des épisodes de The Spectacular Spider-Man, What If, Marvel Comics Presents, Red Sonja, Web of Spider-Man et King Conan,.
Son travail le plus important chez Marvel est l'encrage de la première série de Ghost Rider. Il encre dans un premier temps les crayonnés de Don Perlin puis ceux de Bob Budiansky sur des scénarios de Roger Stern et J.M. DeMatteis.

### DC Comics
Dans les années 1990 Simons quitte Marvel pour DC Comics où il travaille sur des séries comme Deathstroke The Terminator, et les adaptations du jeu jeu de rôle Donjons et Dragons : Spelljammer, Dragonlance et Forgotten Realms. Il dessine aussi pour DC de nombreuses adaptations de desssins animés. En plus de ce travail pour DC, il illustre de nombreux livres publiés par TSR.

### Animation
À la fin des années 1990, Simons délaisse le monde des comics pour l'animation. Il crée les storyboards de séries comme Captain Planet, Exo-Squad, Masters of the Universe, Zula Patrol, Psi-Kix et Maya and Miguel.

### Retour aux comics
Il revient ensuite aux comics et travaille pour DC Comics sur l'adaptation de Courage the Cowardly Dog pour lequel il fait aussi les storyboards du dessin animé. Il crée aussi la série Beastball Sagaavec Sebastian Mondrone. et le personnage de  Donna Thyme avec le scénariste Daniel Best. Le dernier comics dessiné par Simons est un épisode de l'adaptation de Army of Darkness, mais il dessine aussi des cartes à collectionner pour Rittenhouse.

### Décès
Dave Simons meurt d'un cancer le 9 juin 2009 à l'âge de 54 ans.

## Œuvres
- King Conan.